# دان لويس
دان لويس (بالإنجليزية: Dan Lewis)‏ (11 ديسمبر 1902 في المملكة المتحدة - 1 يناير 1965) هو لاعب كرة قدم بريطاني (وحمل سابقاً جنسية المملكة المتحدة لبريطانيا العظمى وأيرلندا) في مركز حراسة المرمى. شارك مع منتخب ويلز لكرة القدم. أما مع النوادي، فقد لعب مع نادي أرسنال ونادي غيلينغهام ونادي ليتون أورينت.

## وصلات خارجية
- دان لويس على موقع قاعدة بيانات كرة القدم.إي يو (الإنجليزية)
- دان لويس على موقع ناشيونال فوتبول تيمز (الإنجليزية)